# 켈리 헐리
켈리 앤 헐리(영어: Kelley Anne Hurley, 1988년 4월 4일~)는 미국의 펜싱 선수로 주 종목은 에페이다. 2012년 하계 올림픽의 여자 에페 단체전에 교체요원으로 출전하여 동메달을 목에 걸었다.